# 別府-万年山断層帯

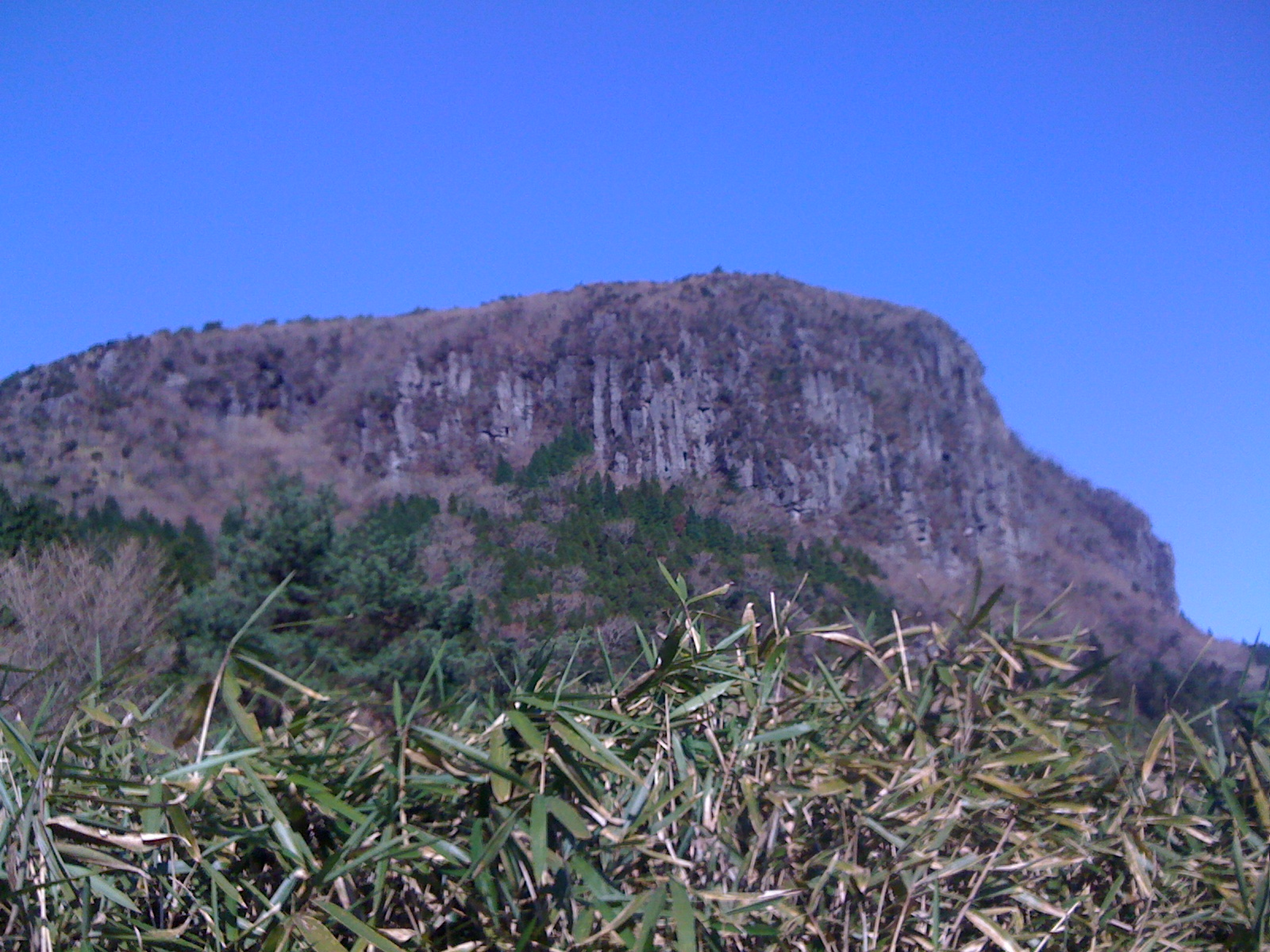
断層帯の名の元となった万年山

別府-万年山断層帯（べっぷ-はねやまだんそうたい）は、豊予海峡・別府湾の海底から、大分県東部の大分平野を経て、大分西部の熊本県との県境付近まで、ほぼ東西方向に延びる活断層帯である。

## 概要
地震調査研究推進本部は、2005年に公表した長期評価において、断層の走向や変位の向きから本断層帯を以下の4つに区分している。いずれも正断層で、主として相対的に隆起する方向が北側のものと南側のものとがある。
- 別府湾-日出生断層帯 - 大分市佐賀関北東沖の豊予海峡付近から別府湾を経て玖珠郡玖珠町まで、長さ約76㎞、北側が隆起[1]。
- 大分平野-由布院断層帯 - 大分市から玖珠郡玖珠町南東部まで、長さ約40㎞、南側が隆起[1]。
- 野稲岳-万年山断層帯 - 由布市湯布院町から日田市大山町まで、長さ約30㎞、北側が隆起[1]。
- 崩平山-亀石山断層帯 - 由布市庄内町から日田市大山町まで、長さ約34㎞、南側が隆起[1]。

また、大分県では1998年度から2003年度にかけて調査を行った結果、本断層帯を以下の5グループに分けている。
- 別府湾断層帯
- 別府地溝南縁断層帯
- 別府地溝北縁断層帯
- 崩平山-万年山地溝南縁断層帯
- 崩平山-万年山地溝北縁断層帯

## 調査
別府-万年山断層帯（大分平野-由布院断層帯東部）は、地震後経過率の最大値が1.0を超えていて、いつ地震が発生してもおかしくない状態にあると考えられ、かつ、断層が通過する市町村の総人口が概ね50万人を超えることから、地震が発生した際の社会的影響が大きい断層として、地震調査研究推進本部の「新たな活断層調査について」（2009年）において調査観測対象候補に選定されており、2014年度から文部科学省による重点調査が行われている。調査の結果、大分平野-由布院断層帯東部も慶長豊後地震の際に活動していたと推定された。

## 活動
1596年（文禄5年）に豊後国（現在の大分県）で発生した慶長豊後地震は、別府-万年山断層帯（別府湾断層帯）の活動によるものと考えられている。
2016年（平成28年）の熊本地震の4月14日21時26分頃の前震、4月16日1時25分頃の本震に続いて、同日7時11分頃に大分県中部で発生したマグニチュード5.3、最大震度5弱の地震は、別府-万年山断層帯で起きたものと見られている。